# Cratere Lomela
Lomela  è un cratere sulla superficie di Marte.